# Château-Chalon
Château-Chalon es una localidad y comuna francesa en la región administrativa de Franco Condado, en el departamento de Jura. 
El pueblo está clasificado con el sello de calidad de Les plus beaux villages de France (Los pueblos más bellos de Francia).

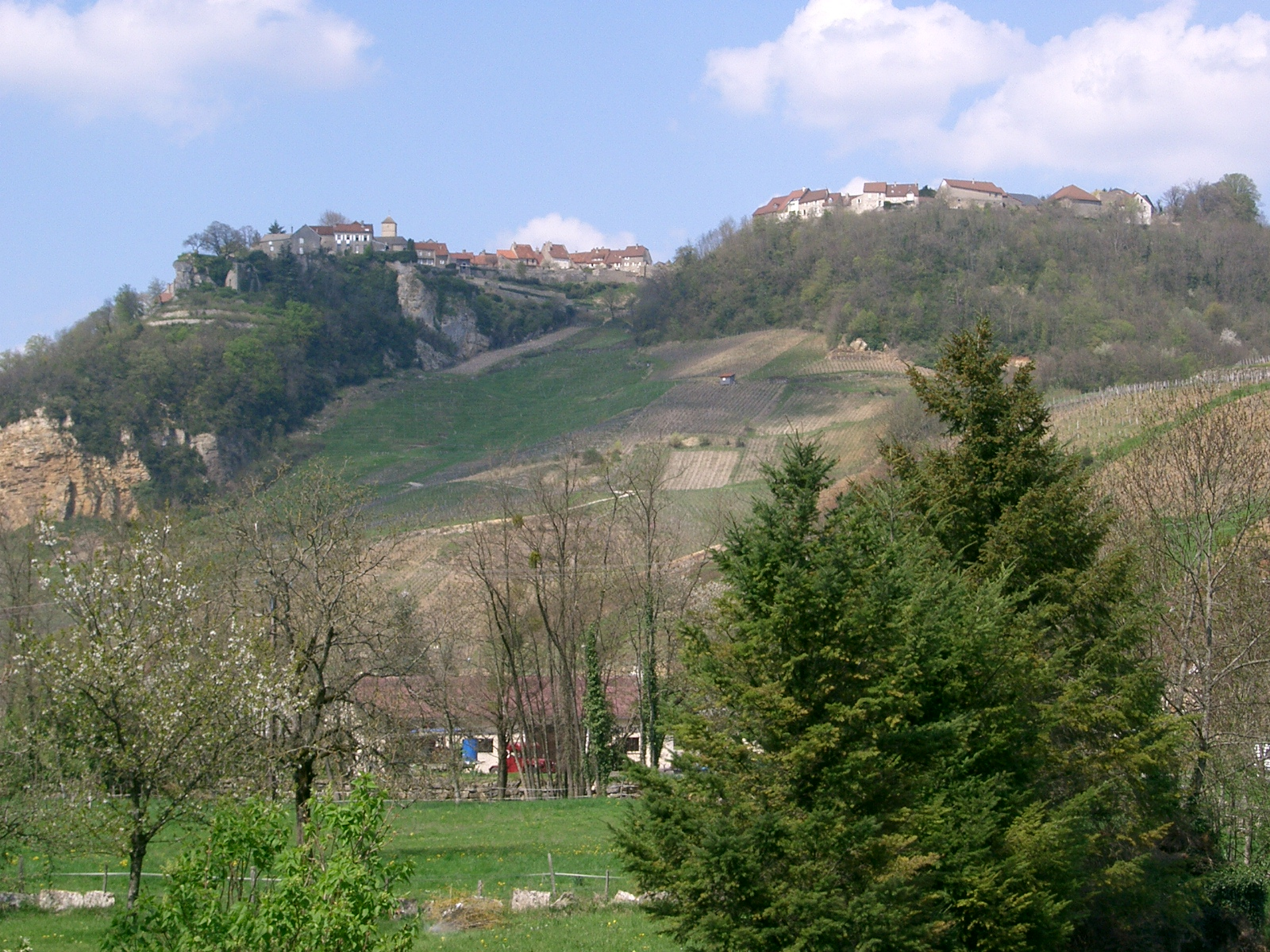
Château-Chalon visto desde Nevy-sur-Seille.

## Geografía
Château-Chalon se encarama sobre el borde de la meseta que domina el valle del Haut-Seille. El pueblo domina las lomas de Nevy-sur-Seille, Voiteur y Menétru-le-Vignoble, conocidas por la reputación del vino que producen, el "Château-Chalon", el más famoso del Jura.
El lugar es destacable, ya sea contemplándolo desde el valle como desde el mirador a la entrada del pueblo después de una cuesta o recorriendo las callejuelas de este pueblo pintoresco.

## Historia
El viñedo de Château-Chalon y de los pueblos vecinos y su vin jaune de alta calidad son famosos desde tiempos de los galos. El emperador romano Probo decretó un edicto en el año 280 para que se establecieran vides sobre las colinas de Secuanes, en el antiguo Franco Condado galo.
Château-Chalon poseyó un importante castillo medieval edificado por el nieto de Carlomagno, Carlos el Calvo, en el siglo IX para proteger una abadía benedictina presente en el lugar desde el siglo VI. Fueron los canónigos de esta abadía quienes importaron a la región la variedad de cepas de tokaji, produciendo el vino actualmente conocido como Château-Chalon AOC. De estas edificaciones quedan vestigios, como la torre del homenaje del castillo, al lado de la iglesia de San Pedro (siglo XII).

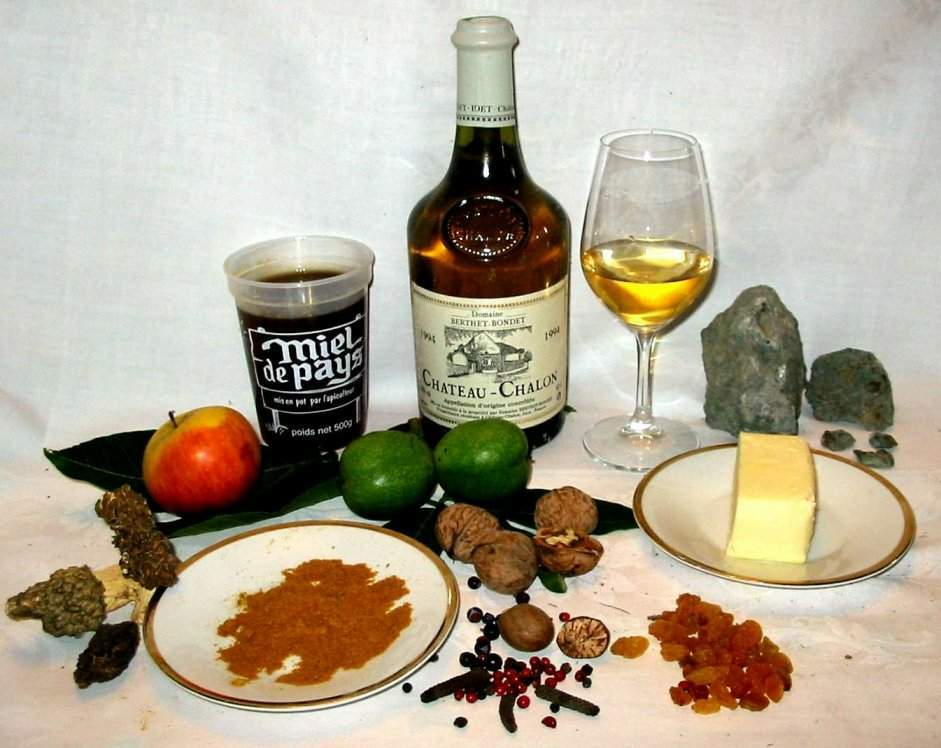
Vin jaune, Château-Chalon.

## Economía
La zona de producción de Château-Châlon comprende una superficie de 50 hectáreas dentro de las comunas de Château-Châlon, Domblans, Menétru-le-Vignoble y Nevy-sur-Seille, con cepas de Savagnin (también denominadas Savagnin Blanc), vinificadas en Vin jaune reconocido como AOC comunal bajo el nombre Château-Châlon AOC.

## Demografía
| 207 | 192 | 160 | 156 | 153 | 160 |
| Para los censos de 1962 a 1999 la población legal corresponde a la población sin duplicidades (Fuente: INSEE [Consultar]) |     |     |     |     |     |

## Personalidades
- Bernard Clavel, escritor
- Jacques Monory, pintor
- Bernard Moninot, pintor